# Nova Viçosa
Nova Viçosa é um município brasileiro no estado da Bahia, Região Nordeste do país. Localiza-se no litoral sul baiano e ocupa uma área territorial de 1 316,379 km², sendo que 17,76 km² estão na área urbana.
O município limita-se territorialmente com o município de Mucuri ao sul, Caravelas ao norte e Ibirapuã a oeste. Nova Viçosa é banhado a leste pelo Oceano Atlântico, e tem em seu território rios como o Maroba, Pau Alto, Peruípe (este que deságua no oceano). Ainda, divide com os municípios de Caravelas e Alcobaça a Reserva Extrativista de Cassurubá, que tem por objetivo proteger os meios de vida e garantir a utilização e a conservação dos recursos naturais renováveis tradicionalmente utilizados pela população extrativista residente na área de sua abrangência.

## História
Nova Viçosa fora uma região primitivamente habitada por índios aimorés, em 1720 foi ocupada por colonos provenientes do atual território do município de Mucuri, com a chegada desses colonos foi então fundada a povoação de Campinhos às margens do rio Peruípe. São Domingos Monteiro, o principal fundador do povoado edificou a capela de Nossa Senhora da Conceição de Campinhos, no ano de 1748. O lugar foi elevado ao status de vila em 1798 com o nome de Viçosa, que segundo eles, era devido ao viço da vegetação da região. Em 1911, Viçosa, agora um município é constituído de dois distritos: Viçosa e Colônia Leopoldina (atual distrito de Helvécia). Em janeiro de 1931 o município é anexado ao município de Mucuri, passando a ser um distrito do mesmo. Em dezembro de 1943 o distrito de Viçosa passa a se chamar Marobá, o que muda no ano de 1953, quando o distrito passa a se chamar Nova Viçosa.
Em 27 de julho de 1962, Nova Viçosa se emancipou e tornou-se município desmembrado de Mucuri e Caravelas pela lei estadual nº 1751, da mesma data, agora constituído de 4 distritos: Nova Viçosa (sede), Posto da Mata, Argôlo e Helvécia.

## Infraestrutura

### Educação
Nova Viçosa tem 54 escolas publicas e privadas, sendo elas de ensino médio, fundamental e pré-escolar, nestas lecionam cerca de 477 docentes. De acordo com o Instituto Nacional de Estudos e Pesquisas Educacionais Anísio Teixeira o Índice de Desenvolvimento da Educação Básica observado em 2017 em toda a rede de ensino do município, registrou a nota 5.0 dos alunos do 5° ano, três décimos a mais do que o projetado para o ano, porém, nos alunos de 9° ano foi registrado a nota 3.4, o que é seis décimos abaixo do esperado que fora 4.0. Já na 3ª série do ensino médio, foi registrada a nota 2.3, sem meta projetada para o ano.
O município não possui instituições de ensino superior com cursos presenciais, porém, há duas instituições de ensino à distância, sendo elas a UNOPAR, com um polo no distrito de Posto da Mata e no distrito de Nova Viçosa. Além da UNINASSAU, com polo somente em Posto da Mata. Nova Viçosa ainda dispõe de duas escolas profissionalizantes, a Microlins e a Potencial Centrotec, sendo esta última, uma escola que atua somente na região.
| Educação em Nova Viçosa (2015) | Educação em Nova Viçosa (2015) | Educação em Nova Viçosa (2015) | Educação em Nova Viçosa (2015) |
| Nível de Ensino                | N° de Escolas                  | N° de Docentes                 | N° de Matrículas               |
| ------------------------------ | ------------------------------ | ------------------------------ | ------------------------------ |
| Pré-escolar                    | 22                             | 81                             | 1 174                          |
| Fundamental                    | 29                             | 324                            | 7 147                          |
| Médio                          | 3                              | 72                             | 1 572                          |
| Total                          | 54                             | 477                            | 9 893                          |

## Demografia
De acordo com o Instituto Brasileiro de Geografia e Estatística (IBGE) a estimativa para a população de Nova Viçosa em 2016 é de 43 648 habitantes, com o crescimento de 70,7% desde 1991. Com os dados de 2010 observa-se que o número de homens e de mulheres é quase o mesmo, sendo que homens são 19 418 (50,35%) e mulheres são 19 138 (49,63%), também  84,99% (33 526 pessoas) da população do município viviam em zona urbana enquanto 15,01% (5 030 pessoas) em zona rural. A esperança de vida ao nascer está em 71,8 anos e a taxa de fecundidade era de 2,8 filhos em 2010.  O Coeficiente de Gini, que mede a desigualdade social, era de 0,61.
A taxa mortalidade infantil está no nível mais baixo desde 2008, as de 2014 apontam a taxa de 11,16, sendo que o valor aceitável proposto pela Organização Mundial da Saúde (OMS) é 10,0.
| Crescimento populacional de Nova Viçosa | Crescimento populacional de Nova Viçosa | Crescimento populacional de Nova Viçosa | Crescimento populacional de Nova Viçosa | Crescimento populacional de Nova Viçosa | Crescimento populacional de Nova Viçosa | Crescimento populacional de Nova Viçosa | Crescimento populacional de Nova Viçosa | Crescimento populacional de Nova Viçosa | Crescimento populacional de Nova Viçosa |
| --------------------------------------- | --------------------------------------- | --------------------------------------- | --------------------------------------- | --------------------------------------- | --------------------------------------- | --------------------------------------- | --------------------------------------- | --------------------------------------- | --------------------------------------- |
| Censo                                   | 1872                                    | 1890                                    | 1900                                    | 1970                                    | 1980                                    | 1991                                    | 2000                                    | 2010                                    | Est. (2017)                             |
| População                               | 4 017                                   | 2 713                                   | 8 339                                   | 17 073                                  | 18 591                                  | 25 570                                  | 32 076                                  | 38 556                                  | 44 052                                  |
| %                                       |                                         | -32,5%                                  | 207,4%                                  | —                                       | 8,9%                                    | 37,5%                                   | 25,4%                                   | 20,2%                                   | 14,3%                                   |

### Arte
Outra atração do lugar, é o museu, o ateliê e a residência do artista plástico Frans Krajcberg, que durante 45 anos (1972-2017) no seu Sítio Natura, adjacente do centro urbano da cidade de Nova Viçosa, viveu em sua casa da árvore desenvolvida pelo arquiteto baiano José Zanine Caldas, construída em cima de um tronco de Pequi. Como parte das comemorações do centenário de nascimento do escultor em 2021, foi lançada a primeira biografia 100% dedicada a vida e a obra do artista, sob o título “Frans Krajcberg – O Poeta da Árvore”, de autoria do escritor e jornalista baiano Athylla Borborema.

### Pontos turísticos
As praias são as principais atrações da cidade, são elas: Costa do Atlântico,  Lugar Comum, Pau Fincado, Pontal da Barra, Praia do Sabacuí. Há também atrações para quem não é chegado a praia, como a Igreja Matriz  de Nossa Senhora da Conceição, Casa de Câmara e Cadeia, Sobrado do Porto datados do século XVIII e a Estação Ferroviária do ano de 1897.

## Clima
O clima em Nova Viçosa é tropical. Com a pluviosidade significativa ao longo do ano, nem nos meses mais secos ela diminui. Segundo a Köppen-Geiger o clima é classificado como Af. A temperatura média anual em Nova Viçosa é 24.3 °C. Tem uma pluviosidade média anual de 1560 mm.
Fevereiro é o mês mais seco com 78 mm. Com uma média de 191 mm o mês de Novembro é o mês de maior precipitação. Janeiro é o mês mais quente do ano com uma temperatura média de 26.6 °C. A temperatura média em Julho, é de 22.2 °C. Durante o ano é a temperatura média mais baixa.
| Dados climatológicos para Nova Viçosa        | Dados climatológicos para Nova Viçosa | Dados climatológicos para Nova Viçosa | Dados climatológicos para Nova Viçosa | Dados climatológicos para Nova Viçosa | Dados climatológicos para Nova Viçosa | Dados climatológicos para Nova Viçosa | Dados climatológicos para Nova Viçosa | Dados climatológicos para Nova Viçosa | Dados climatológicos para Nova Viçosa | Dados climatológicos para Nova Viçosa | Dados climatológicos para Nova Viçosa | Dados climatológicos para Nova Viçosa | Dados climatológicos para Nova Viçosa |
| Mês                                          | Jan                                   | Fev                                   | Mar                                   | Abr                                   | Mai                                   | Jun                                   | Jul                                   | Ago                                   | Set                                   | Out                                   | Nov                                   | Dez                                   | Ano                                   |
| -------------------------------------------- | ------------------------------------- | ------------------------------------- | ------------------------------------- | ------------------------------------- | ------------------------------------- | ------------------------------------- | ------------------------------------- | ------------------------------------- | ------------------------------------- | ------------------------------------- | ------------------------------------- | ------------------------------------- | ------------------------------------- |
| Temperatura máxima média (°C)                | 30,5                                  | 30,4                                  | 29,3                                  | 28,1                                  | 27,0                                  | 26,1                                  | 26,1                                  | 26,6                                  | 27,6                                  | 28,1                                  | 28,8                                  | 28,6                                  | 28,1                                  |
| Temperatura média (°C)                       | 26,6                                  | 26,5                                  | 25,4                                  | 24,4                                  | 23,3                                  | 22,3                                  | 22,2                                  | 22,8                                  | 24,0                                  | 24,3                                  | 25,4                                  | 24,9                                  | 24,3                                  |
| Temperatura mínima média (°C)                | 22,7                                  | 22,6                                  | 21,6                                  | 20,8                                  | 19,6                                  | 18,6                                  | 18,4                                  | 19,1                                  | 20,4                                  | 20,6                                  | 22,1                                  | 21,2                                  | 20,6                                  |
| Precipitação (mm)                            | 135                                   | 78                                    | 122                                   | 147                                   | 123                                   | 108                                   | 134                                   | 99                                    | 104                                   | 157                                   | 191                                   | 162                                   | 1 560                                 |
| Fonte: Climate-Data (médias de temperatura). |                                       |                                       |                                       |                                       |                                       |                                       |                                       |                                       |                                       |                                       |                                       |                                       |                                       |

## Subdivisões
Nova Viçosa é subdividida em quatro distritos, sendo eles Argolo, Helvécia, Posto da Mata e a sede. Sendo o distrito de Posto da Mata o mais populoso de Nova Viçosa, tendo cerca de 57,5% de toda a população do município em seu território. O que é um caso curioso, já que é comum que a sede seja maior que os seus distritos.
| Distritos de Nova Viçosa (IBGE/2010) | Distritos de Nova Viçosa (IBGE/2010) | Distritos de Nova Viçosa (IBGE/2010) | Distritos de Nova Viçosa (IBGE/2010) | Distritos de Nova Viçosa (IBGE/2010) |
| Distrito                             | Habitantes                           | Habitantes                           | Habitantes                           | Domicílios particulares              |
| Distrito                             | Homens                               | Mulheres                             | Total                                | Domicílios particulares              |
| ------------------------------------ | ------------------------------------ | ------------------------------------ | ------------------------------------ | ------------------------------------ |
| Argolo                               | 1 518                                | 1 472                                | 2 990                                | 902                                  |
| Helvécia                             | 1 929                                | 1 812                                | 3 741                                | 1 037                                |
| Posto da Mata                        | 11 111                               | 11 057                               | 22 168                               | 6 472                                |
| Nova Viçosa (sede)                   | 4 860                                | 4 797                                | 9 657                                | 2 777                                |

O município conta com 6 comunidades quilombolas certificadas de acordo com a Superintendência de Estudos Econômicos e Sociais da Bahia (SEI). São elas: Cândido Mariano, Helvécia, Mutum, Naía, Rio do Sul e Volta Miúda.

## Esportes
O município não tem um time de futebol profissional, porém, tem um time de futebol amador que disputa a Copa do Descobrimento, que é uma competição anual que reúne times do sul baiano. Já se apresentaram como Associação Atlética de Posto da Mata, conhecida como AAPM e como Seleção Municipal de Nova Viçosa.